# ポンデザール (パリ)
ポンデザール（仏 : Pont des Arts）は、フランスのパリ、1区と6区とのセーヌ川両岸に架かる橋である。
ポンデザールはセーヌ川左岸のフランス学士院と右岸のルーヴル宮殿のクール・カレ（方形宮）を結んでいる。ルーヴル宮殿は第一帝政時代にPalais des Arts（芸術の宮殿）と呼ばれていたため、Pont des Arts（芸術橋）と名付けられた。

## 歴史

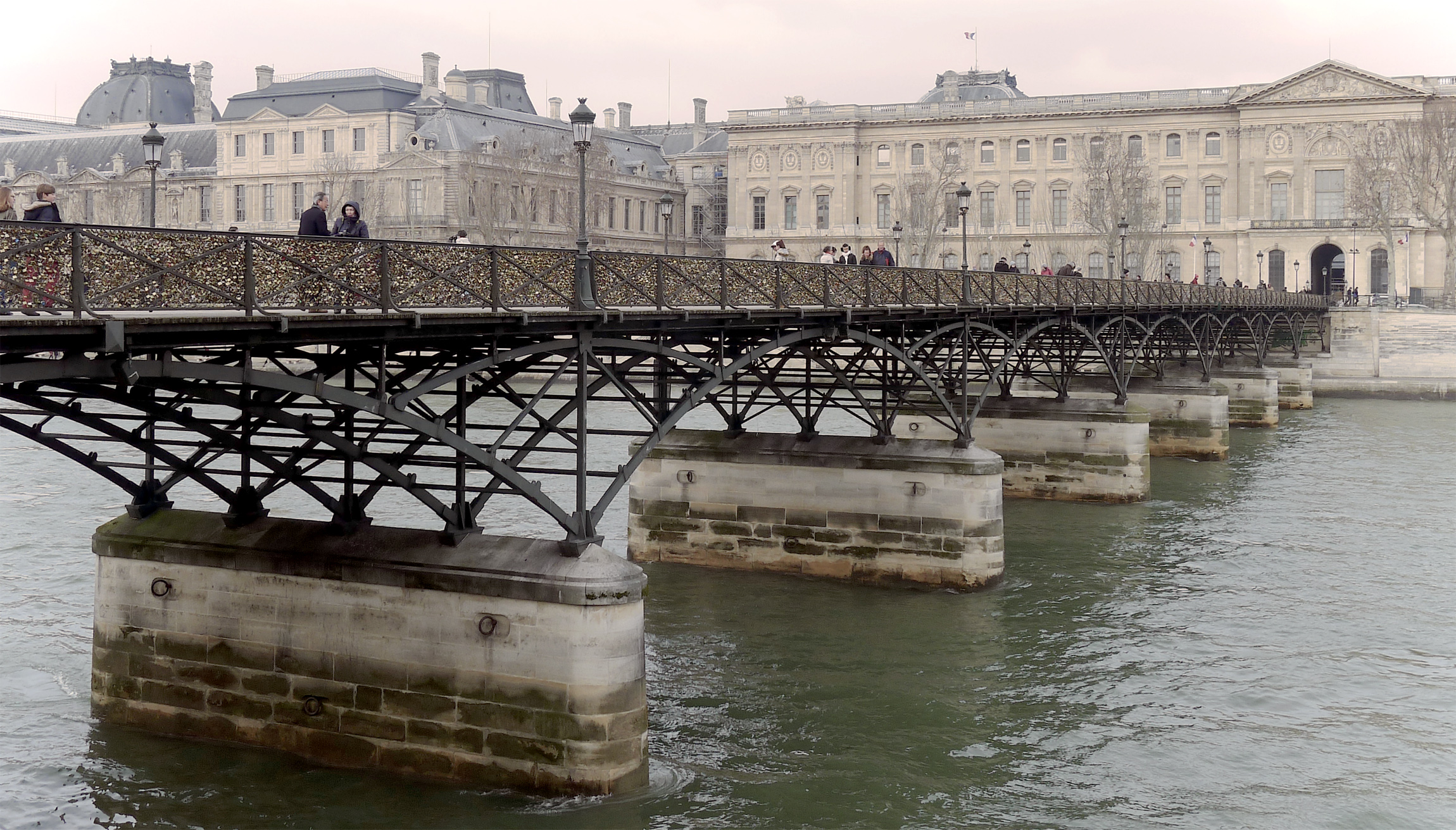
ポンデザールとルーヴル宮殿

ポンデザールの歴史は1802年まで遡る。1802年から1804年にかけて現在の橋の位置に9連アーチの鋼鉄製の歩道橋がパリで初めての金属製の橋として架けられた。第一統領、ナポレオン・ボナパルトの命令によるものだった。設計はルイ・アレクサンドル・セザールが担当し、周囲の景観にふさわしい橋として建設された。1852年にはコンティ通りを拡幅するために左岸の2つのアーチが1つのアーチに変更された。
1976年、土木局により橋が脆弱になっていることが報告された。1918年と1944年の2回の爆撃と、1961年と1970年に起こった船の衝突が原因だった。そのため1977年に橋は閉鎖され、1979年に船が衝突したときに60mにわたって崩壊した。現在の橋はその後1982年から1984年にかけて架けられたものである。新しい橋のデザインは旧ポンデザールに似せて造られたが、隣のポンヌフ（7連アーチ橋）に合わせてアーチの数が9から7に減らされている。1984年6月27日、パリ市長だったジャック・シラクによって除幕された。

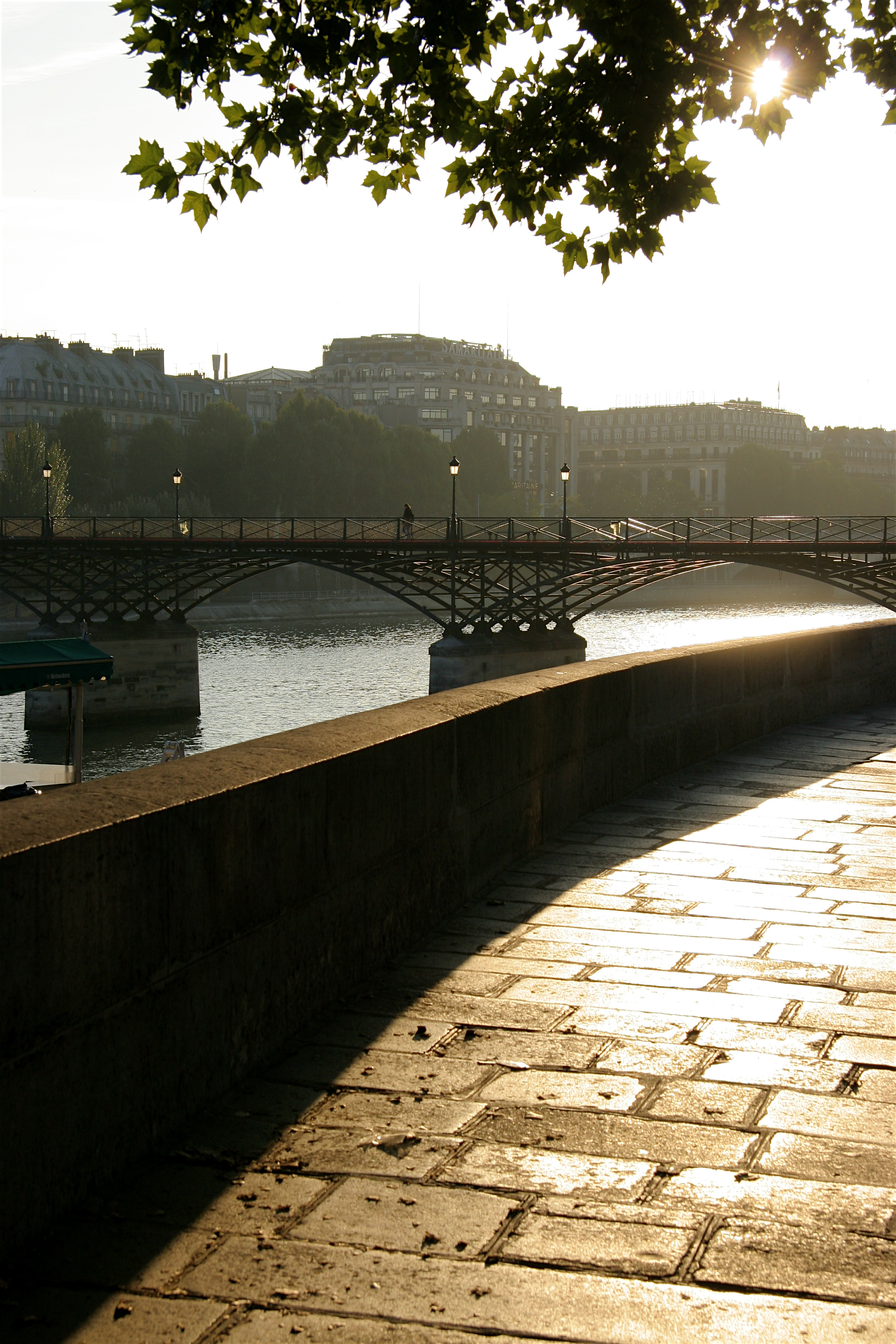
朝のポンデザール

## 愛の南京錠

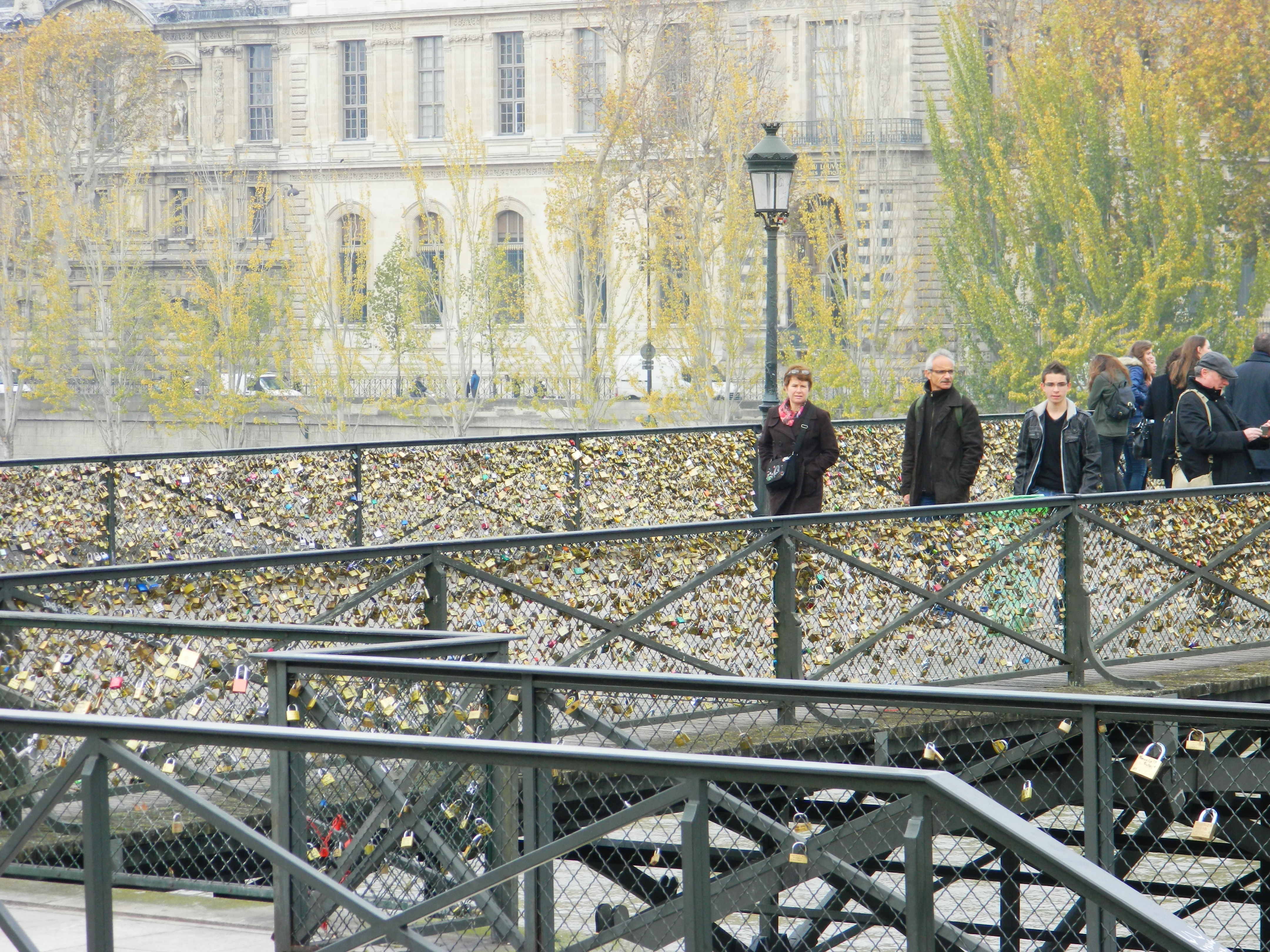
無数に取り付けられた「愛の南京錠」、2012年。

2008年頃より、恋人同士が永遠の愛を誓い、南京錠に二人の名前を書いて欄干の金網に取り付けて鍵をかけ、その鍵をセーヌ川に投げ込む「カデナ ダムール（愛の南京錠）」が流行した。錠前の重さは橋全体で50トンを超えるとの試算もあり、2014年6月には欄干の金網の一部が崩れて橋が一時閉鎖される事態になった。このため、パリ市当局は、南京錠が取り付けられないように、2015年6月1日より南京錠付の金網を撤去し、グラフィティアートが描かれたアクリル板に置き換えられ、2015年秋頃にはガラス板が設置される。

## 京都市の芸術橋計画問題
1997年、京都市内を流れる鴨川の三条大橋と四条大橋の間にポンデザールを模したデザインの歩道橋を架けるという計画が浮上し市議会でも可決されていた。これに文化人や先斗町の女将、ついでに朝日新聞の天声人語までが反対キャンペーンを張り、都市の景観設計、都市開発のあり方を巡り議論が起こった。結果翌1998年、ポンデザール案は撤回された。
この事案について評論家であり東京都立大学名誉教授の渡辺淳は、京都駅前などに見られる既存の雑然とした状態を例に挙げ、かならずしも旧都としての景観が統一されているわけでもない京都において、かつポンデザール自体が派手とは対極にある簡素な造形であるにもかかわらず起こったこのような反対運動を美挙ともてはやす風潮があったことを、島国根性やナショナリズムの発露ではないかと疑問を呈した。仮に計画が実現していたとしても、当初反対のあったエッフェル塔がやがてパリに馴染んだように、京都のポンデザール（仮）が京都の街並みと調和を見せる未来の可能性もあったのではないかとオープンな視点をもつこともすすめ、日本人の「文化創造に課されている問題意識に投じられた一石だともいえるのではないだろうか」と本件の意義を指摘した。

## 交通
- メトロ1号線 ルーヴル-リヴォリ駅Louvre-Rivoli下車
- メトロ7号線 ポンヌフ駅Pont-Neuf下車

## 隣の橋
（上流）シャンジュ橋―ポンヌフ―ポンデザール―カルーゼル橋―ロワイヤル橋（下流）